# Mathias Rieck
Mathias Rieck (* 4. Mai 1979 in Rostock) ist ein deutscher  Segler in der Bootsklasse  Laser.
Rieck segelt seit 1995 in der olympischen Laserklasse und nahm bereits an vielen Europa- und Weltmeisterschaften sowie an zahlreichen nationalen wie internationalen Segelregatten teil. Derzeit geht er für den Norddeutschen Regatta Verein (Hamburg) an den Start, ist jedoch noch Mitglied im Warnemünder Segelclub.

## Erfolge
- Deutscher Meister – 1999
- Sieger der Travemünder Woche – 2002
- Zweiter beim Christmas Race in Palamós (Girona) – 2003
- Zwölfter der Kieler Woche sowie Dritter des Princess Sofia Trophy und der Warnemünder Woche – 2004